# Vattenfall Cyclassics 2010
15. edycja wyścigu kolarskiego Vattenfall Cyclassics odbyła się jak zwykle w Hamburgu, 15 sierpnia 2010. 
Wyścig wygrał podobnie jak przed rokiem Amerykanin Tyler Farrar z Garmin-Transitions. Drugi był Norweg Edvald Boasson Hagen, a trzeci Andre Greipel z Niemiec. Jedyny startujący Polak - Michał Gołaś z grupy Vacansoleil zajął 76. miejsce.
Wyścig zaliczany jest do klasyfikacji UCI ProTour 2010.

## Wyniki

### Hamburg-Hamburg, 216,4 km
|    | Imię i nazwisko                | Drużyna              | Czas       |
| -- | ------------------------------ | -------------------- | ---------- |
| 1  | Tyler Farrar Stany Zjednoczone | Garmin-Transitions   | 5h 02' 36" |
| 2  | Edvald Boasson Hagen Norwegia  | Team Sky             | + 0"       |
| 3  | Andre Greipel Niemcy           | Team HTC-Columbia    | + 0"       |
| 4  | Alexander Kristoff Norwegia    | BMC Racing Team      | + 0"       |
| 5  | Allan Davis Australia          | Team Astana          | + 0"       |
| 6  | Daniele Bennati Włochy         | Liquigas             | + 0"       |
| 7  | Tom Leezer Holandia            | Rabobank             | + 0"       |
| 8  | Enrique Mata Hiszpania         | Footon-Servetto-Fuji | + 0"       |
| 9  | Sebastien Hinault Francja      | Ag2r-La Mondiale     | + 0"       |
| 10 | Marco Marcato Włochy           | Vacansoleil          | + 0"       |